# زنفتنبرگ
شهر زنفتنبرگ (به آلمانی: Senftenberg) در ایالت برندنبورگ در کشور آلمان واقع شده‌است. این شهر کوچک با جمعیت حدودی ۳۰۰۰۰ نفر یکی از مناطق بسیار خوش آب و هوا و سرسبز در ایالت براندنبورگ می‌باشد که هرساله پذیرای هزاران نفر از گردشگران داخلی و خارجی مخصوصاً در فصول گرم سال است.
شهر زنفتنبرگ در جنگ جهانی دوم از بمباران و تخریب در امان ماند و در طی سالهای بعد از وحدت دو آلمان و تشکیل ایالت براندنبورگ در سال ۱۹۹۰ به عنوان شهری با جاذبه‌های توریستی و برای اقامت تعطیلات در آلمان متحد بیش از پیش مطرح شد.
طرح ایجاد بزرگترین نیروگاه انرژی خورشیدی آلمان به طوری که صد درصد برق این شهر از منابع تجدید پذیر تهیه شود، از گامهای اساسی دولت برای رشد و توسعه فناوری سبز در این منطقه بوده‌است. نیروگاه‌های خورشیدی، بادی و یک نیروگاه سوخت فسیلی (ذخیره) تأمین انرژی این منطقه را برعهده دارند.
دریاچه زنفتنبرگ با مساحت ۱۳ کیلومتر مربع از نظر ابعاد بزرگترین دریاچه ایالت براندبنورگ بوده و در کل آلمان بیست و چهارمین دریاچه وسیع است.
دانشگاه صنعتی براندنبورگ به عنوان تنها دانشگاه فنی ایالت براندنبورگ در شهر زنفتنبرگ دارای یک واحد آموزشی است که در گذشته تحت عنوان دانشگاه فنی لاوسیتز فعالیت می‌نموده اما از سال ۲۰۱۳ به عنوان یکی از کمپ‌های چهارگانه دانشگاه صنعتی براندنبورگ ضمن حفظ رشته‌های قدیمی و هیئت علمی خود با این دانشگاه ادغام شد. کمپ مرکزی، کمپ زاکسندورف، کمپ شمال کوتبوس و کمپ زنفتنبرگ چهار مجموعه علمی دانشگاه صنعتی براندنبورگ هستند که به واسطه ادغام آنها محیط علمی باکیفیت و مناسبی برای دانشجویان در زمینه رشته‌های مهندسی ایجاد شده‌است.
شهر زنفتنبرگ به واسطه احاطه شدن توسط چهار دریاچه زیبا و سواحل شنی و همچنین جنگل‌های انبوه جذابیت‌های طبیعی فراوانی در خود نهاده از طرفی مسابقات والیبال ساحلی، دوچرخه سواری گروهی و ورزشهای آبی از جمله اسکی روی آب، قایقسواری و شنا از جمله جاذبه‌های ورزشی این منطقه از آلمان می‌باشد.
پارک خانوادگی زنفتنبرگ محیطی بسیار امن و آرام برای اقامت، استراحت و تفریح خانواده‌ها در مدت تعطیلات سالیانه است. با این وجود به علت سرمای زیاد و بارش برف فراوان در فصول سرد سال این منطقه رونق فصول گرم را ندارد.
فاصله این شهر از کوتبوس حدود ۳۰ کیلومتر می‌باشد و قطارهای شرکت حمل و نقل برلین براندنبورگ هر ساعت یک قطار برای رفت‌وآمد به این شهر اختصاص داده‌است. طول سفر از کوتبوس به زنفتنبرگ حدود نیم ساعت بوده و دانشجویان بسیاری همه روزه با خدمات حمل و نقل رایگان vbb در این مسیر تردد می‌کنند.

## نگارخانه

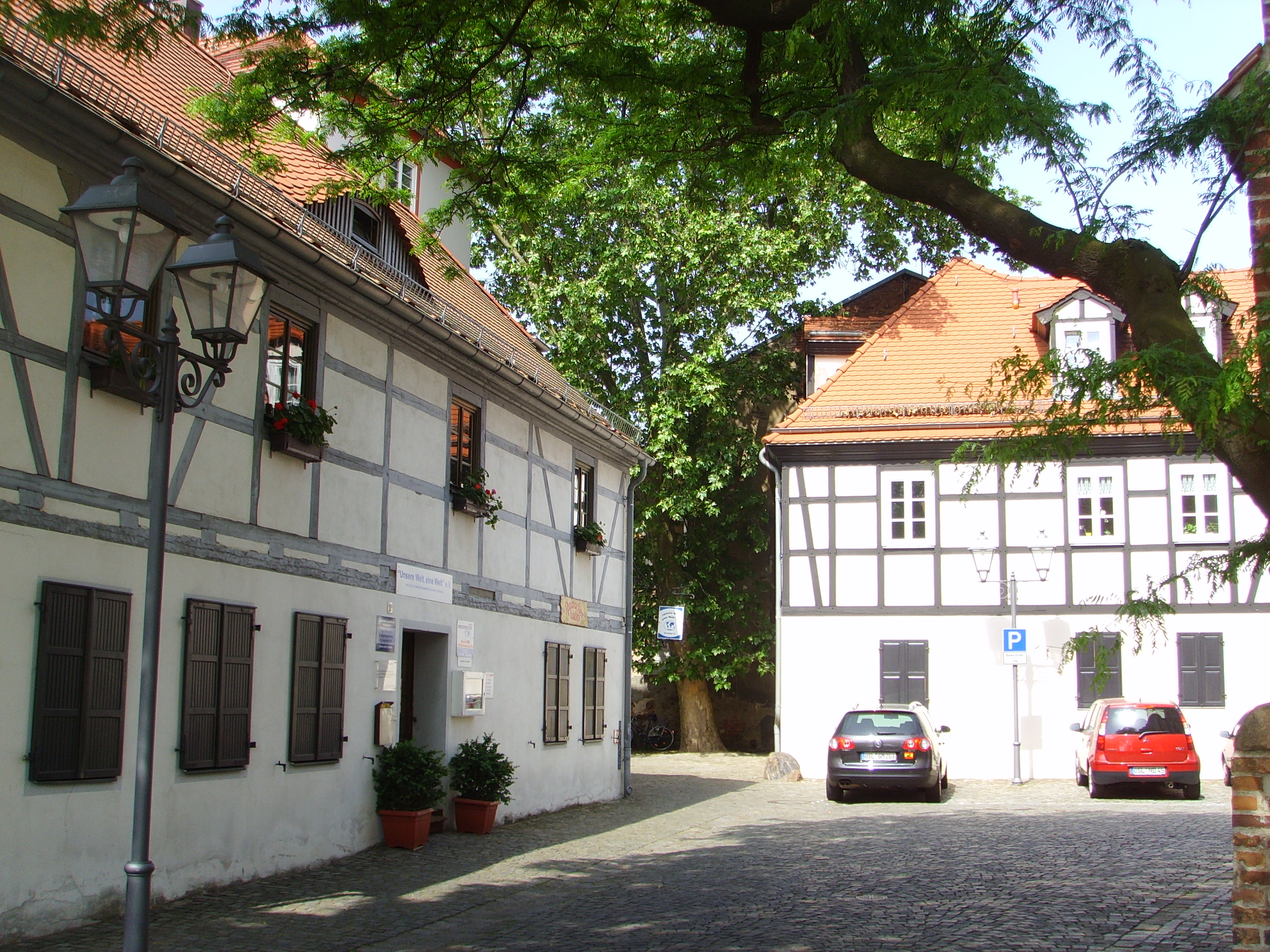
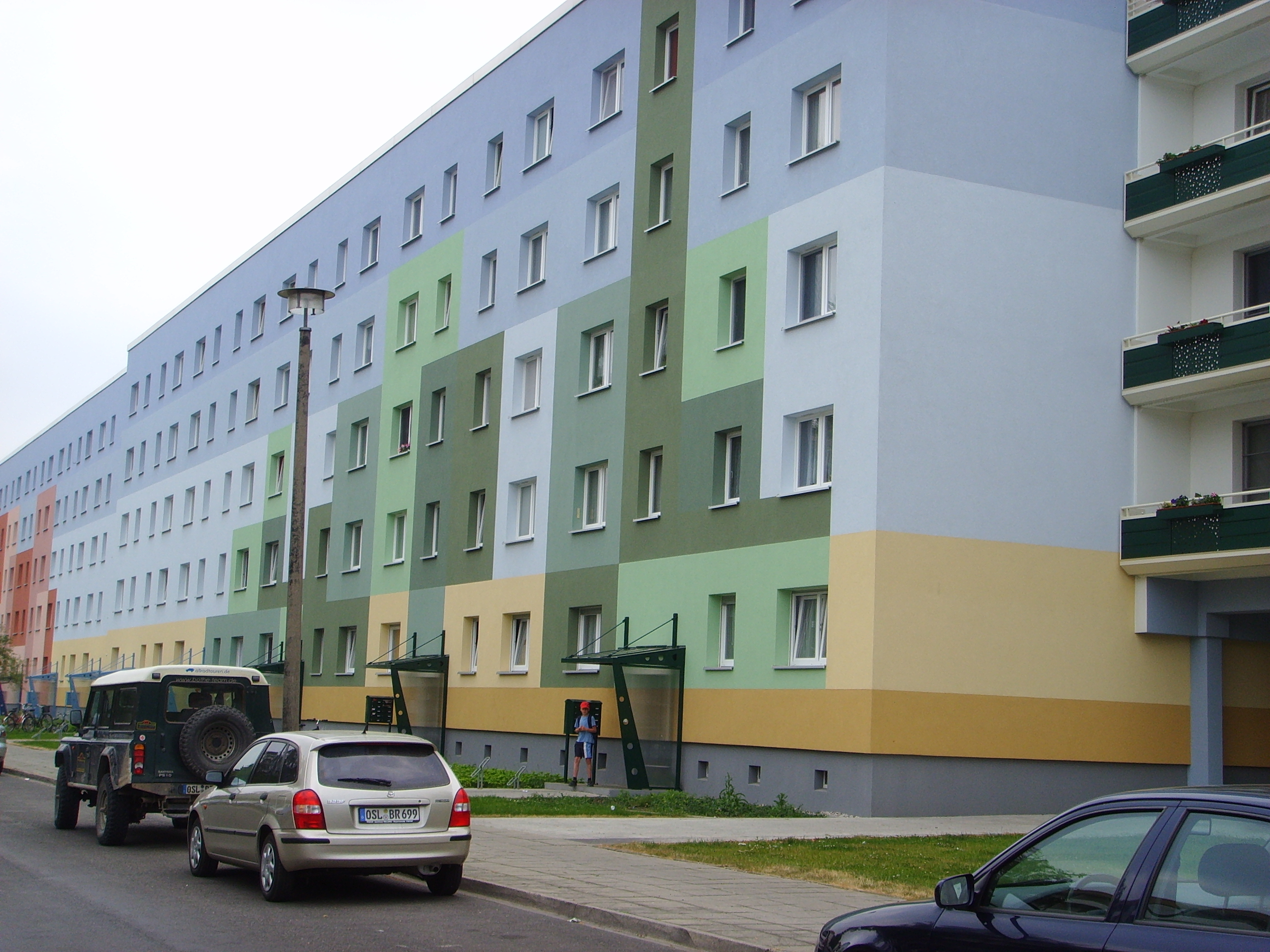
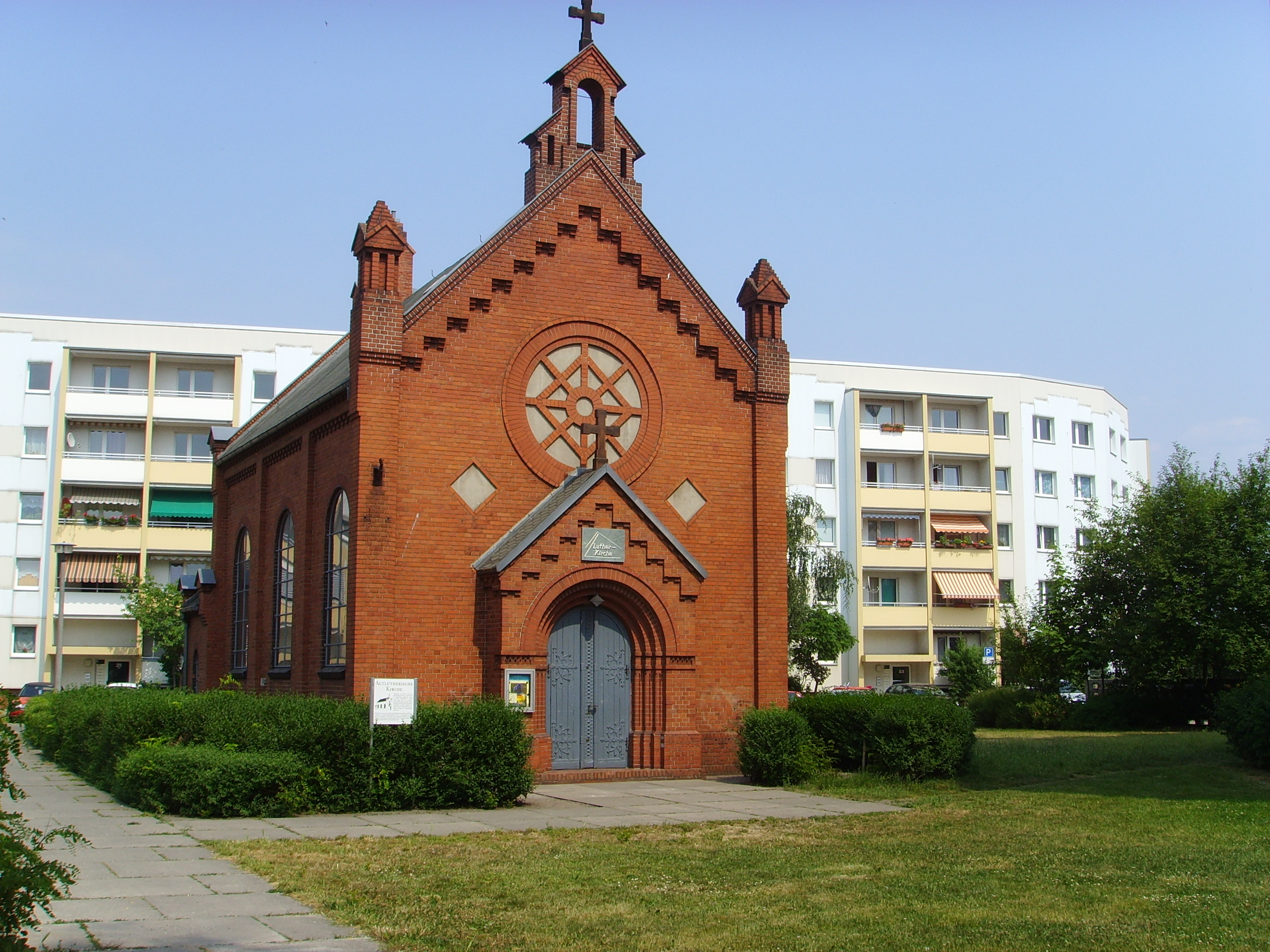